# Brephilydia jejuna
Brephilydia jejuna är en skalbaggsart som först beskrevs av Francis Polkinghorne Pascoe 1864.  Brephilydia jejuna ingår i släktet Brephilydia och familjen långhorningar. Inga underarter finns listade.